# Ordass Lajos-díj

## Alapító
Magyarországi Evangélikus Egyház, Országos Presbitérium.

## A díj odaítélése
A díj annak a felszentelt (aktív vagy nyugalomba vonult), feddhetetlen életű, magyar vagy külföldi lelkésznek adható, aki a magyar evangélikusságért kiemelkedően sokat tett.
A díj az ökumenikus kapcsolatokért sokat munkálkodó más felekezetű papi személynek is odaítélhető. 
A díjnak két fokozata van: a díj és az emlékplakett.
- Az Ordass Lajos-díj (kisplasztika) évente egy alkalommal egy személynek ítélhető oda.
- Az Ordass Lajos emlékplakett ajándékba adható, azzal a megkötéssel, hogy évente az országos elnökség 5, a kerületi elnökségek szintén 5-5 emlékplakettet ajándékozhatnak arra érdemeseknek.

A díjakat hét tagú kuratórium ítéli oda. 
A díj odaítélésére ajánlást bárki tehet, az ajánlásokra való felhívást az egyházi sajtóban minden év február 28. napjáig közzéteszik.
A díjakkal kitüntetett személyek neve, valamint az emlékplakettel megajándékozott személyek neve az Evangélikus Közlönyben megjelenik.

## A díj leírása
- A kisplasztika teste szálracsiszolt krómacél négyzet, mely feketére pácolt tölgyfa talapzatra állítva jelenik meg. Az előlapján Ordass Lajosról készült grafika vésett képe látható, hátoldalán Luther-rózsa szintén vésett technikával. Alkotó: ifj. Szlávics László

- Az emlékplakett a kisplasztikához hasonlóan krómacélból készül. A négyzet alakú plakett, fekete tokban kerül átadásra. Előlapján Ordass Lajosról készült grafika vésett képe látható, hátoldalán Luther-rózsa szintén vésett technikával. Alkotó: ifj. Szlávics László

## Az Ordass Lajos-díj díjazottjai
- 2008: Terray László
- 2009: Pósfay György
- 2010: Pátkai Róbert
- 2011: Ittzés János
- 2012: Takácsné Kovácsházi Zelma
- 2013: -
- 2014: Schulek Mátyás
- 2015: Keveházi László
- 2016: id. Zászkaliczky Pál
- 2017: Andorka Eszter, Botta István, Csepregi Béla, Dóka Zoltán, Ittzés Gábor, Kendeh György (posztumusz díjak)
- 2018: Reuss András
- 2019: Zászkaliczky Péter
- 2020: Dedinszky Gyula
- 2021: Madocsai Miklós
- 2022: Kovács Etelka[1]